# Rhipipalloidea mira
Rhipipalloidea mira är en stekelart som beskrevs av Girault 1934. Rhipipalloidea mira ingår i släktet Rhipipalloidea och familjen Eucharitidae. Inga underarter finns listade i Catalogue of Life.